# Elesma triorbis
Elesma triorbis är en fjärilsart som beskrevs av Turner 1903. Elesma triorbis ingår i släktet Elesma och familjen trågspinnare. Inga underarter finns listade i Catalogue of Life.